# 가오도서관
가오도서관은 대전광역시 동구 소재의 구립 도서관이다.

## 연혁
- 1996년 2월 27일 가오도서관 준공
- 1996년 7월 19일 대전광역시동구도서관등의운영조례 제정
- 1996년 10월 31일 용운도서관, 가오분관으로 개관
- 1999년 9월 17일 가오도서관으로 분리
- 2004년 12월 29일 판암분관 개관
- 2005년 2월 17일 대전광역시동구도서관등의운영조례 개정
- 2005년 9월 1일 IT플라자 개실
- 2007년 11월 21일 판암디지털 자료실 개관
- 2009년 4월 6일 대전광역시동구도서관등의운영조례 개정
- 2012년 6월 27일 대전광역시 동구청 신청사로 이전 개관

## 시설현황
- 9층: 문화교실
- 8층: 시청각실
- 7층: 평생학습원 및 가오도서관 사무실, 자료정리실
- 6층: 종합자료실, 전산실
- 5층: 어린이자료실, 유아방
- 4층: 책사랑방, 일반열람실, 특별열람실
- 지하1층: 서고

## 이용 안내
개관시간
- 어린이자료실: 매일 09:00~18:00
- 종합자료실: 평일 09:00~22:00 / 주말 09:00~18:00
- 일반열람실: 08:00 ~ 22:00

휴관일
- 정기휴관일: 매주 월요일, 국경일
- 임시휴관일: 기타 관장이 필요하다고 인정되는 경우